# Deysi Cori Tello
Deysi Estela Cori Tello (Lima, 2 de julio de 1993) es una ajedrecista peruana, titulada como Gran Maestra Femenina (WGM) y Maestro Internacional (IM) por la FIDE. Es hermana del Gran Maestro Internacional Jorge Cori.
En agosto de 2011, con 18 años de edad, obtuvo el título de campeona mundial de ajedrez sub-20.
En junio de 2011, tenía un Elo de 2386 y era número 3 del Perú.
Hasta el julio de 2023, tenía un Elo de 2369 y era número 13 del Perú.  
Es única Gran Maestra Femenina del Perú.

## Carrera
Participó en el Campeonato Mundial de Ajedrez de la Juventud de 2009, realizado en Antalya, Turquía; y entre el 11 y 23 de noviembre, Deysi Cori logró ganar el título mundial sub-16 femenino en la décima ronda. También participó en el Campeonato Mundial de Ajedrez de la Juventud de 2011, realizado en India; Deysi Cori logró ganar el título mundial sub-20 femenino.
En mayo del 2013 logró el tercer lugar compartido en el Torneo Continental de las Américas con lo cual ganó el derecho para participar en la Copa Mundial de Noruega 2013.
En octubre del 2022, Deysi Cori participó en los XII Juegos Suramericanos en Paraguay, obteniendo oro en la modalidad Blitz. Sin embargo, generó polémica cuando el Instituto Peruano de Deporte negó a retribuir económicamente su trabajo por no considerarse un  deporte olímpico.
En 2023 obtuvo el título de Queens’ Festival 2023, luego de competir con 566 ajedrecistas de todo el mundo.

## Títulos
- 1º en el Panamericano Sub-20 de Cali. (junio de 2008)
- 1º en el Mundial de Ajedrez Escolar de Singapur, sub-15. (julio de 2008)[7]
- 1º en el Torneo Internacional La Roda, en España. (abril de 2009)
- 2.º en el Campeonato Continental de Cali. (septiembre de 2009)
- 2.º en el Campeonato Mundial de Ajedrez Junior(Girls U-20)[8] de Puerto Madryn Argentina. (noviembre de 2009)
- 1º en el Mundial de Ajedrez de la Juventud Sub-16 en Turquía.[9] (noviembre de 2009)
- 2.º en el Mundial de Ajedrez de la Juventud Sub-18 de Grecia.[10] (octubre de 2010)
- 2.º en el Campeonato Juvenil Panamericano de Ajedrez Sub-20 Absoluto de Guayaquil, en la categoría Sub-20 hombres, realizado del 5 al 12 de junio de 2011.[11]
- 1º en el Campeonato Continental Femenino de Ajedrez de Guayaquil, realizado del 12 al 22 de junio de 2011.[12]
- 1º en el XXII Torneo Panamericano de Ajedrez la Juventud de Cali, realizado del 2 al 9 de julio de 2011.[13]
- 1º en el Mundial de Ajedrez de la Juventud Sub-20 en la India, realizado en agosto de 2011.
- 1º en el Campeonato Continental Femenino de Ajedrez Colima 2016, en México.
- 1º en el Continental de Ajedrez de las Américas 2018, en Colombia